# Chlamydia trachomatis
A Chlamydia trachomatis é uma bactéria não usualmente corada pelo GRAM, mas determinada como gram negativa por conta de seu peptídeoglicano fino. É transmitida sexualmente, causadora da clamidíase. Esta bactéria vive obrigatoriamente dentro da célula do hospedeiro por ser incapaz de sintetizar ATP. A infecção com Chlamydia trachomatis origina normalmente uma uretrite não gonocócica, mas pode ocasionar a orquiepididimite aguda no homem e a doença inflamatória pélvica na mulher, com quadro parecido ao de uma apendicite. Pode estar ou não associada com a gonorreia. No homem, apresenta como principal sintoma uma secreção uretral em pequena quantidade, transparente e fluida, com uma sensação de ardência miccional. Tem um período de incubação de 1-2 semanas ou mais, podendo ser assintomática e persistir durante vários anos. É causa de aborto, sendo por isso importante que a mulher com vida sexual ativa faça exames rotineiramente.
Essa bactéria também é responsável pelo tracoma, uma doença infecciosa que causa inflamação e cicatrização da conjuntiva, tecido que reveste a parte interna da pálpebra. Após vários anos de infecção, as cicatrizes podem levar a uma retração da pálpebra, fazendo com que os cílios passem a roçar na córnea, danificando-a. A córnea torna-se opaca, levando à cegueira.
O tracoma é uma doença muito comum, particularmente em países em desenvolvimento. Há pelo menos 150 milhões de pessoas com a doença ativa no mundo, das quais 6 milhões tornaram-se cegas devido à doença. O tracoma é a segunda causa de cegueira no mundo, depois da catarata.

## Serotipos
A clamídia possui vários serotipos, sendo os  A, B, "Ba" e C responsáveis pelo tracoma, e os D, E, F, G, H, I, J e K  associados com a uretrite no homem, à uretrite, vaginite, salpingite e endometrite na mulher e a conjuntivite de inclusão e pneumonia do recém nascido. Os serotipos L1, L2 e L3 produzem o linfogranuloma venéreo.

## Testes diagnósticos
O exame da secreção uretral e sua cultura mostram a clamídia, mas podem ser necessários testes mais elaborados como a imunofluorescência, ensaios imuno-enzimáticos ou a deteção de anticorpos anticlamídia (IgM).

## Síndrome de Reiter
A clamídia é também a responsável por um tipo de doença reumática, a Síndrome de Reiter, que cursa com artrite reativa assimétrica, afetando geralmente as grandes articulações, no paciente com uretrite ou conjuntivite, e pelo aparecimento de balanite circinada (lesões em volta da glande do pênis no homem e da vulva na mulher) e queratodermia (lesões descamativas na palma das mãos e planta dos pés). Deve-se suspeitar sempre que houver artrite em pessoas jovens.

## Tratamento
O tratamento é feito com antibióticos, geralmente a azitromicina, doxiciclina ou minociclina e deve incluir os dois membros do casal. O uso de preservativos previne sua transmissão.